# Литература КНДР
Литература КНДР — совокупность произведений, написанных на корейском языке в Корейской Народно-Демократической Республике.

## Особенности
Разделение Кореи после Второй мировой войны привело к значительной миграции населения, которая также включала переезды писателей из КНДР в Республику Корея и наоборот.
Последующие литературные традиции КНДР были сформированы под контролем государства. «Руководство по литературе Чучхе» опубликовано Чосонским Союзом писателей (조선작가동맹), которое подчёркивало, что произведения должны восхвалять лидера страны Ким Ир Сена, а позже и Ким Чен Ира. Только члены Союза писателей имеют право опубликовывать свои работы в КНДР.

## История

### XX век
Разделение Кореи после Второй мировой войны привело к значительной миграции населения, которая также включала переезды писателей из КНДР в Республику Корея и наоборот.
Последующие литературные традиции КНДР были сформированы с 1945 по 1960 года под контролем государства. «Руководство по литературе Чучхе» опубликовано Чосонским Союзом писателей (조선작가동맹), которое подчёркивало, что произведения должны восхвалять лидера страны Ким Ир Сена, а с 1994 и Ким Чен Ира. Ким Ир Сен в произведениях северокорейских авторов описывается как блестящий стратег, обладающий такими качествами, как сила и интеллект, также он воплощает традиционные корейские добродетели, такие как невинность. 
Во время правления Ким Ир Сена наиболее популярным жанром в литературе считался роман. После его смерти в 1994 году роман отошёл на второй план, куда более популярной стала поэзия. Это во многом связана с экономическими проблемами в стране, из-за которых бумага для книг заметно подорожала. Распространенными стали короткие стихотворения, эпическая поэзия была в приоритете всего у шести авторов. Именно эпическая поэзия, наравне с киноискусством, стала основным видом политической пропаганды в КНДР при Ким Чен Ире.

### Современная литература
Чун Хаюн писала: «Если есть подземная сеть писателей-диссидентов, тайно распространяющие свои труды под зорким глазом Трудовой партии Кореи, то мир о них ещё не слышал». В 2006 году международный журнал «Слова без границ» (англ. Words Without Borders) включил работы четырёх северокорейских писателей, переведённых на английский язык, в свой сборник «Литература „Оси Зла“».
Короткий рассказ автора Кхана Квими (Kang Kwi-mi) «История музыки», опубликованный в «Чосон Мунхаке» в 2003 году, рассказывает историю молодого корейского парня из Японии, который обнаруживает, что он умело играет на тромбоне, переезжает в КНДР и оставляет музыку в пользу работы каменотёса. Его страсть к «музыке» камня вызвано величием Ким Чен Ира, которая выражается через каменные монументы.
Короткий рассказ Рим Хвавона (Lim Hwa-won) «Пятая фотография» повествует от имени северокорейской женщины, которая в начале 90-х годов XX века посетила постсоветскую Россию и находит страну в состоянии морального потрясения, из-за того, что руководство отвернулось от социализма. Автор обвиняет коварное влияние Америки на Россию, из-за чего в последней возникли беды.
Поэма Пюнгу Чхона «Падающая хурма» вызывает эмоциональные страдания из-за разделения Кореи и надежду на её воссоединение.
Сборник также содержит выдержки из романа «Хванджини» 2002 года Хон Сокджуна, который получил в 2004 году литературную премию Menhae. Впервые южнокорейскую литературную премию получил писатель из КНДР. «Хванджини» — это исторический роман, события которого происходят в XVI веке.

## Работы северокорейских писателей за рубежом
Министерство культуры КНДР способствовало продвижению северокорейской литературы в СССР и Китай во время Холодной войны. Несколько советских корееведов опубликовали свои исследования по литературе КНДР и переводы на русский язык. Среди северокорейских писателей, переведённых на русский и китайский языки, были:
- Ли Ги Ён (кор. 리기영?, 李箕永?) (1895—1984).[1][2];
- Хон Мён Хи (кор. 홍명희?, 洪命熹?) (1888—1968) — автор произведения «Им Ккокчон» (кор. 임꺽정), основанного на жизни корейского национального героя Им Ккокчон (ум. в 1562)[3];
- Хан Соль Я (кор. 한설야?, 韓雪野?) — автор романа «Шакалы» (1951)[4].

Работы опубликованы в «Чосон Мунхак» — ежемесячном литературном журнале Корейского Союза писателей, который доступен для подписки за рубежом.